# Westmeerbeek
Westmeerbeek is een dorp in de Belgische provincie Antwerpen en een deelgemeente van Hulshout. Westmeerbeek was een zelfstandige gemeente tot aan de gemeentelijke herindeling van 1977.

## Geschiedenis
Nadat Graaf Ansfried in 994 Bisschop van Utrecht werd, gaf hij een deel van de goederen die hij in de Kempen bezat aan het kapittel van de Domkerk van Utrecht. De bewaard gebleven schenkingsakte vermeldt volgende dorpen: OdloBolo (= Olen), Myerbeke(= Westmeerbeek), Honbeke en Burente. Alhoewel Westmeerbeek volgens archeologische vondsten reeds ten tijde van de Franken en de Merovingers zou bestaan hebben, is dit tot nog toe het eerste officiële papieren document waarin melding gemaakt wordt van het dorp. Het driehoekige plein (dries) is thans niet meer direct waarneembaar, maar op oude kaarten is het zeer duidelijk terug te vinden. Het strekte zich uit van de Netestraat tot het Hoogzand, waar het in een punt eindigde (een pleintje waarop zich thans het beeldje van manneke pis bevindt).
Wegens de te grote afstand met Utrecht werden de kapittelgronden aan verscheidene families uitgeleend. Deze leenmannen werden zo leenheer of kortweg "Heer" der Heerlijkheid genoemd.
Westmeerbeek was zo onder Utrecht een "Heerlijckheid". De Westmeerbeekse Heerlijkheid omvatte toen Westmeerbeek, Houtvenne, Hoog Heultje en een deel van Hulshout tot aan het Dijkseinde. Heultje-Rixendonck met het laathof op de Stippelberg werd in 1764 van Westmeerbeek gescheiden. Het werd door dame Josina Martina Van Cauwegom gratis aan de markgraaf van Merode te Westerlo afgestaan "als geen inkomsten gevende". De laatste Heer van Westmeerbeek was Jean-Jacques Beeckmans de West-Meerbeeck (ARA oud gemeentearchief Westmeerbeek bundel 19).
Westmeerbeek bezat reeds voor 1600 een water- en een windmolen. In 1946, tijdens een hevige storm, waaide de houten standaardwindmolen omver. De molen werd volledig verbrijzeld. De molenaar, die zich op dat ogenblik nog boven in de molen bevond, bleef echter ongedeerd.
In 1864 werd er een treinverbinding Leuven-Aarschot-Herentals-Turnhout aangelegd. Het spoor voorzag op dit traject 4 stations: Aarschot, Westmeerbeek, Morkhoven en Herentals. Dit spoor deed meer dan een eeuw dienst als personen- en goederenvervoer. Door de aansluiting met een tramlijn Mechelen-Geel, was Westmeerbeek tot na de Tweede Wereldoorlog een centraal ontsluitingspunt voor de Kempen. De tramlijn werd tijdens de Tweede Wereldoorlog door de Duitsers opgebroken. De treinsporen verdwenen in 1988. Enkele jaren later kreeg de spoorwegbedding een andere bestemming. Door asfaltering werd het een toeristisch fiets- en wandelpad: "De Hageland-Kempenroute".

## Geografie

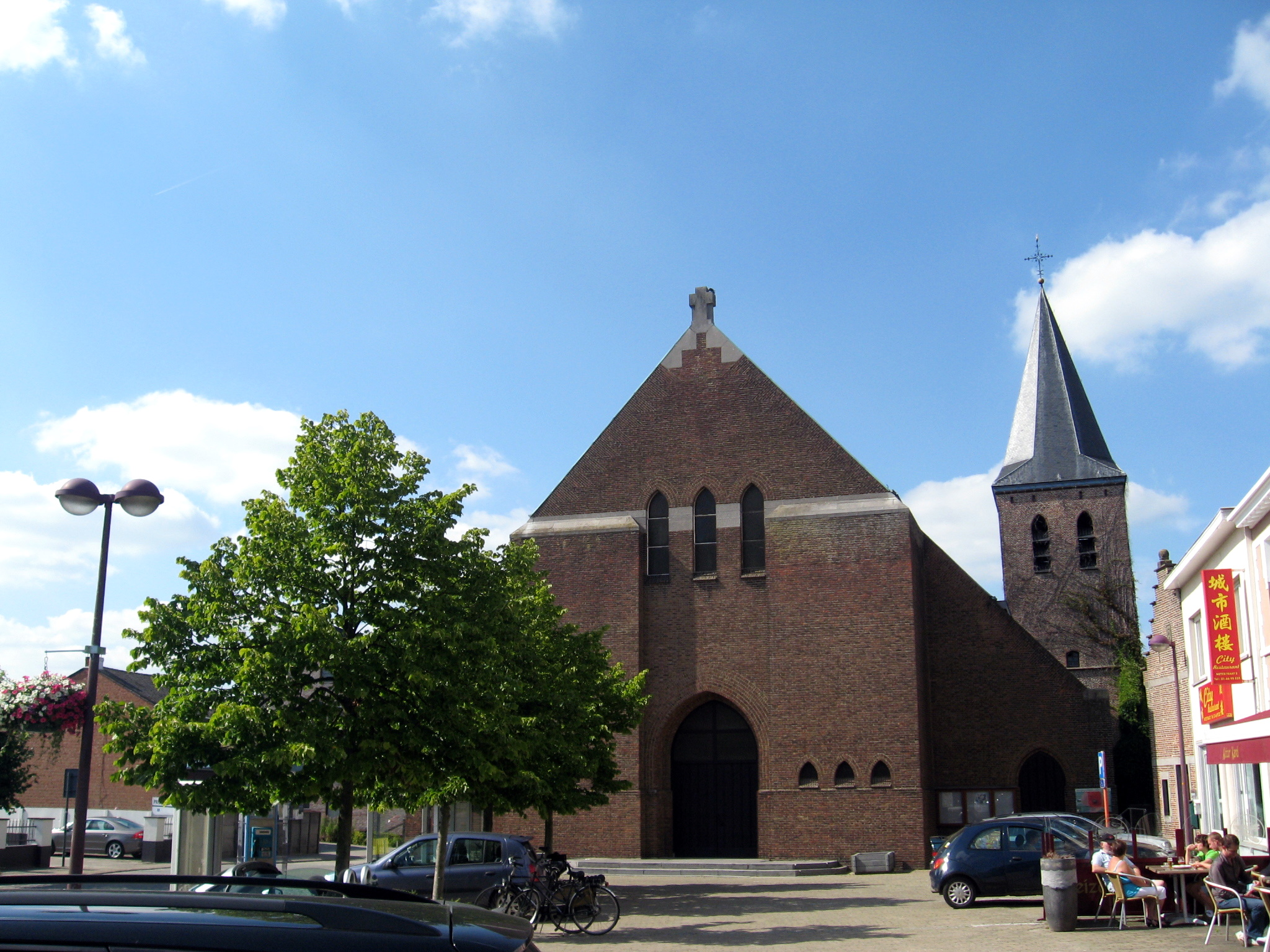
Sint-Michielskerk

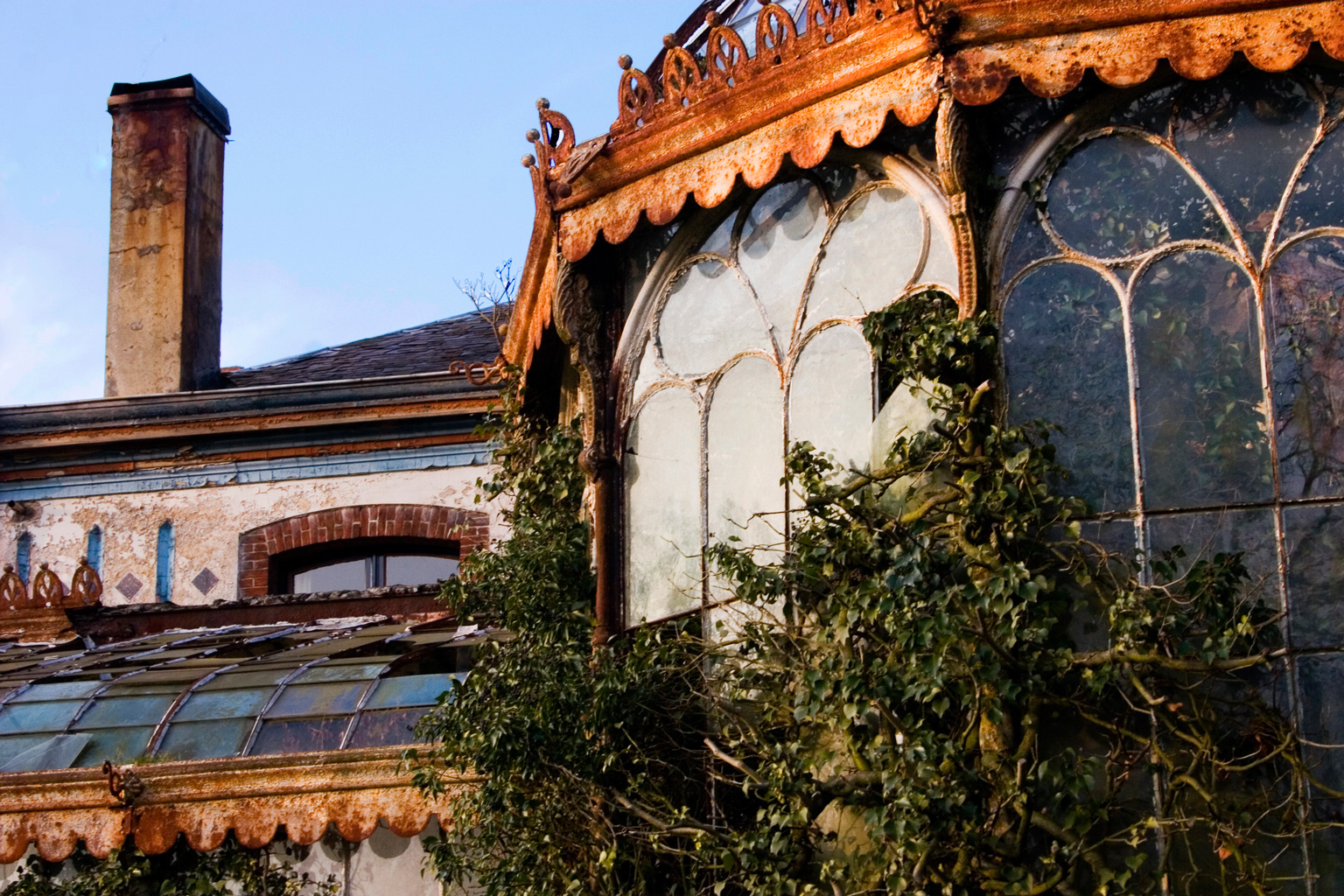
De serres van Kasteel Ter Borght of Nieuw Hof

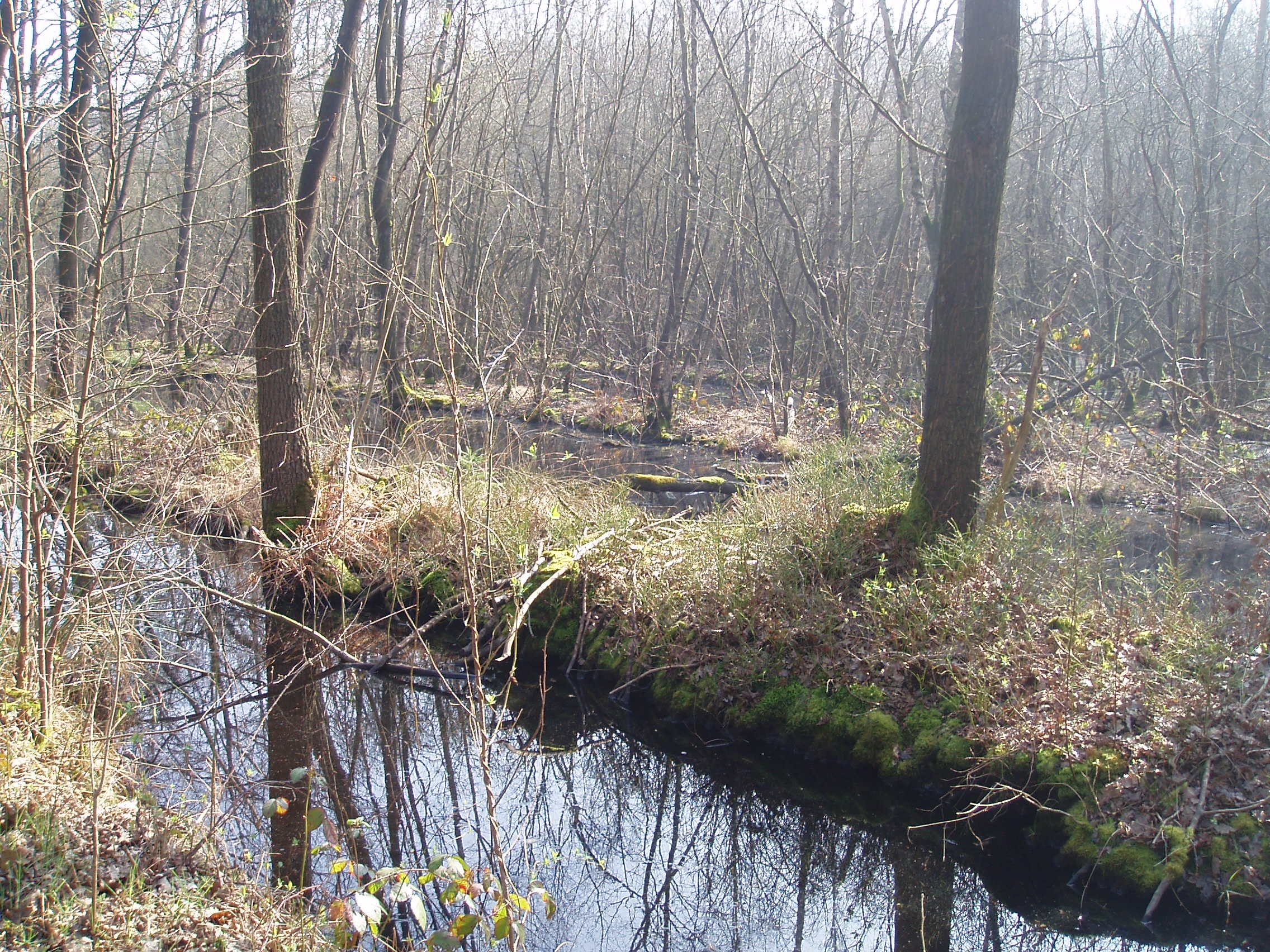
het natuurgebied Het Goor Asbroek

### Hydrografie
Het dorp ligt aan de Grote Nete, tussen Heist-op-den-Berg en Westerlo.

## Bezienswaardigheden
- De Sint-Michielskerk. Tegen de nieuwe kerk (gebouwd in 1939) staat nog een ruïne van de oude kerk die dateert uit de dertiende eeuw. Ze is een beschermd monument.
- Het kasteel "Hof ter Borght" en het kasteelpark zijn beschermd als monument, net als de bijhorende aalmoezenierswoning. In 1831 is Hof ter Borght een commandopost geweest van Leopold I, de eerste koning van België.
- Het Ceusterhuys
- Het Manneken Pis van Westmeerbeek
- De Villa Janssens. Deze woning stond op de wereldtentoonstelling van 1910 in Antwerpen. Het bouwwerk werd in 1912 heropgebouwd in Westmeerbeek. Deze woning stond op de wereldtentoonstelling als voorbeeld van een sociale woning. De heer Janssens was gespecialiseerd in rocaille, ofwel kunstbeton. De bewijzen zijn terug te vinden in de woning zelf waar een grot is nagebouwd.

## Natuur en landschap
Westmeerbeek ligt aan de Grote Nete op een hoogte van 10-13 meter. Een belangrijk natuurgebied is het Goor-Asbroek, dat zich ten oosten van het dorp bevindt.

## Demografische ontwikkeling
- Bronnen:NIS, Opm:1806 tot en met 1970=volkstellingen; 1976 = inwoneraantal op 31 december

## Politiek

### Geschiedenis

#### Burgemeesters
| Tijdspanne  | Burgemeester                     |
| ----------- | -------------------------------- |
| 1800 - 1807 | Pierre Boogaerts                 |
| 1808 - 1814 | Jean Adrien Somers               |
| 1814        | Joannes Franciscus Van den Broek |
| 1814 - 1818 | Louis Peeters                    |
| 1818 - 1830 | Jean Joseph Somers               |
| 1830 - 1836 | Henricus Haepers                 |
| 1836 - 1842 | Andreas Van Dyck                 |
| 1843 - 1845 | Jan Baptist Daems                |
| 1846 - 1854 | Henricus Haepers                 |
| 1855 - 1872 | Joannes Franciscus Tubbax        |
| 1872 - 1885 | Alexander Caluwaert              |
| 1885 - 1908 | Petrus Franciscus Coppens        |
| 1908 - 1919 | Petrus Joannes Caers             |
| 1919 - 1932 | Jean Louis Victor Duquesne       |
| 1933 - 1935 | Joannes Dionysius Michiels       |
| 1935 - 1941 | Jan Alfons Janssens              |
| 1941 - 1944 | Paul Joseph Victor Verstappen    |
| 1944 - 1958 | Frans Van Bael                   |
| 1959 - 1965 | Emiel Tobback                    |
| 1965 - 1970 | Julius Wouters                   |
| 1971 - 1976 | Jozef Victor Janssens            |

## Folklore
- Westmeerbeek wordt door inwoners van naburige dorpen "Klein Brussel" genoemd, omdat Westmeerbeek vooral een 'passantendorp' was. Vele reizigers hielden halt in het station van Westmeerbeek. Westmeerbeek was dan ook gekend voor zijn vele herbergen en afspanningen. Deze meestal rijke bezoekers zorgden voor meer welvaart in het dorp. Men probeerde in die tijd ook zo veel mogelijk Frans te spreken om de bezoekers te onthalen. Men vindt nu nog een 'manneken pis' op het pleintje in 'Hoogzand'.
- De patroonheilige van Westmeerbeek is Sint Michael, net als deze van Brussel, opnieuw de reden voor de bijnaam.

## Sport
Voetbalclub KVC Zwarte Duivels Westmeerbeek was sinds de jaren 30 aangesloten bij de KBVB, maar verdween in 2007. In 2009 werd met Racing Westmeerbeek een nieuwe club opgericht en aangesloten bij de Belgische Voetbalbond.

## Nabijgelegen kernen
Booischot, Houtvenne, Ramsel, Hulshout, Heultje, Herselt, België